# Quintus Appuleius Pansa
Quintus Appuleius Pansa was consul van Rome samen met Marcus Valerius Corvus. Hij was een homo novus (de eerste man in een familie die senator wordt) en bracht de gens Appuleia in senatoriale kringen. Hij belegerde Nequinum in Umbria, maar was niet in staat haar in te nemen (Liv., X 5, 6, 9.).